# Notocelia rosaecolana
Notocelia rosaecolana là một loài bướm đêm thuộc họ Tortricidae. Nó được tìm thấy ở the Palearctic ecozone. The moth closely resembles Notocelia trimaculana và Notocelia roborana
Sải cánh dài 15–20 mm. Con trưởng thành bay từ cuối tháng 5 đến tháng 8. .
Ấu trùng ăn various roses.

## Hình ảnh

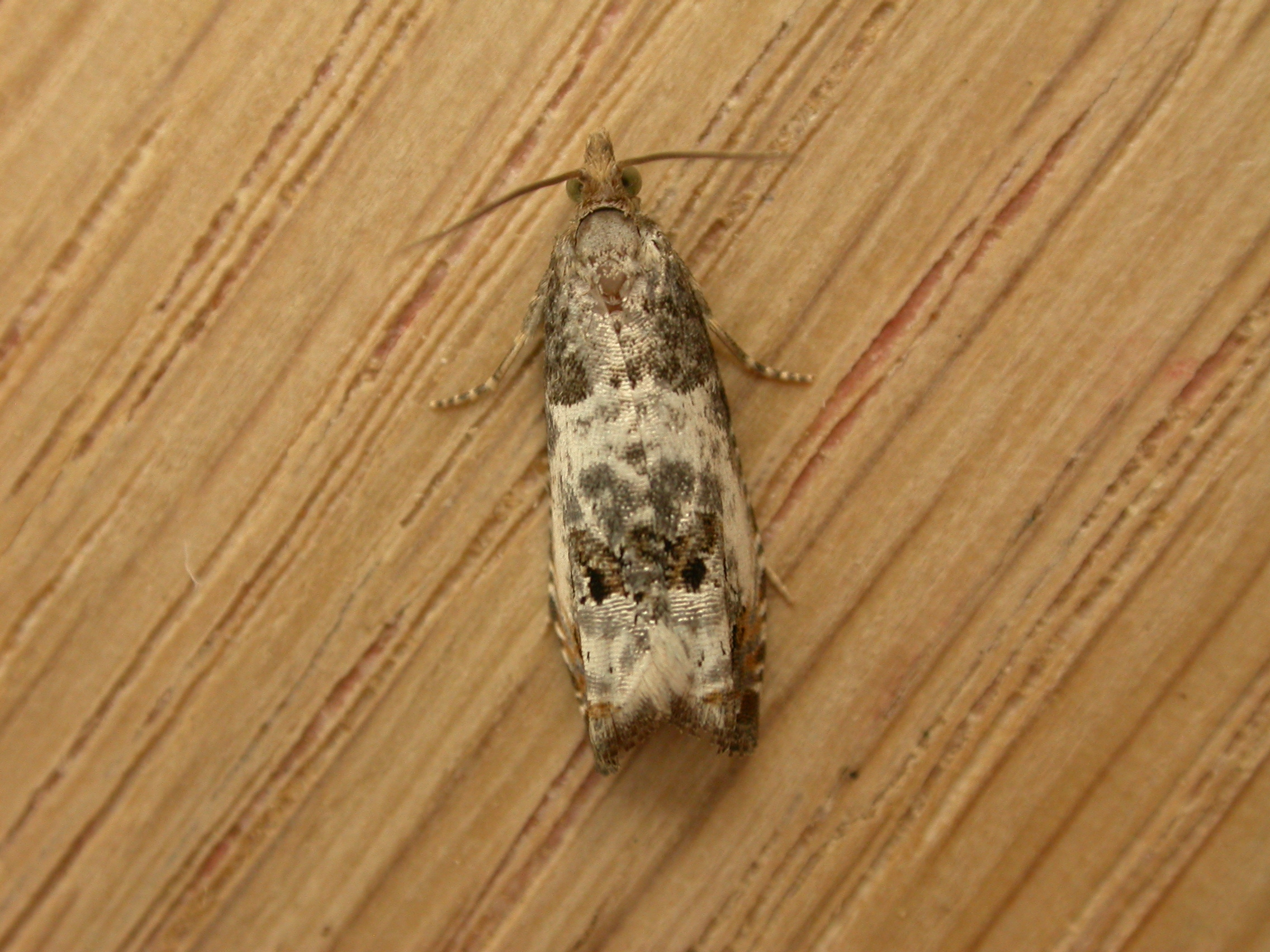
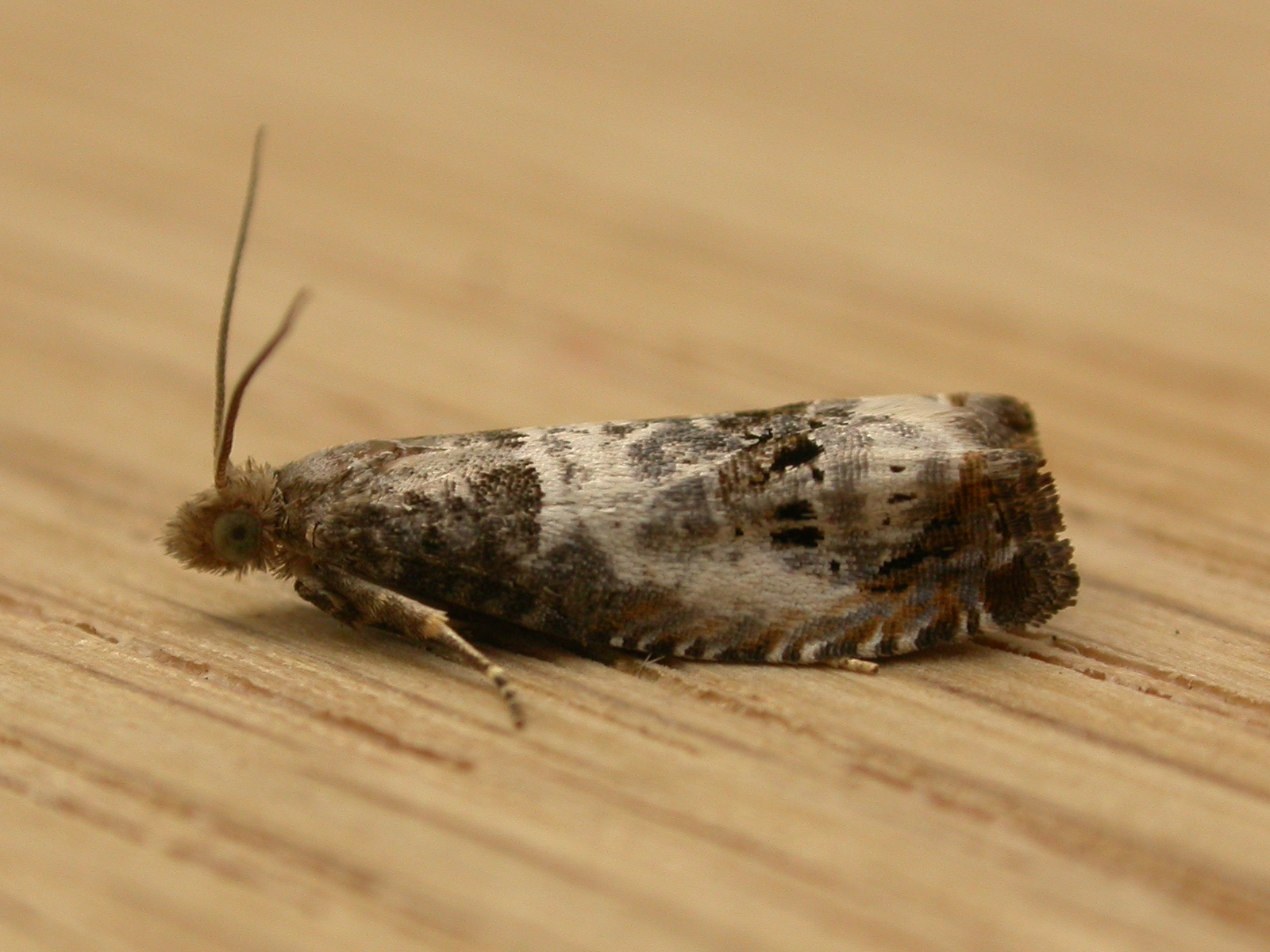
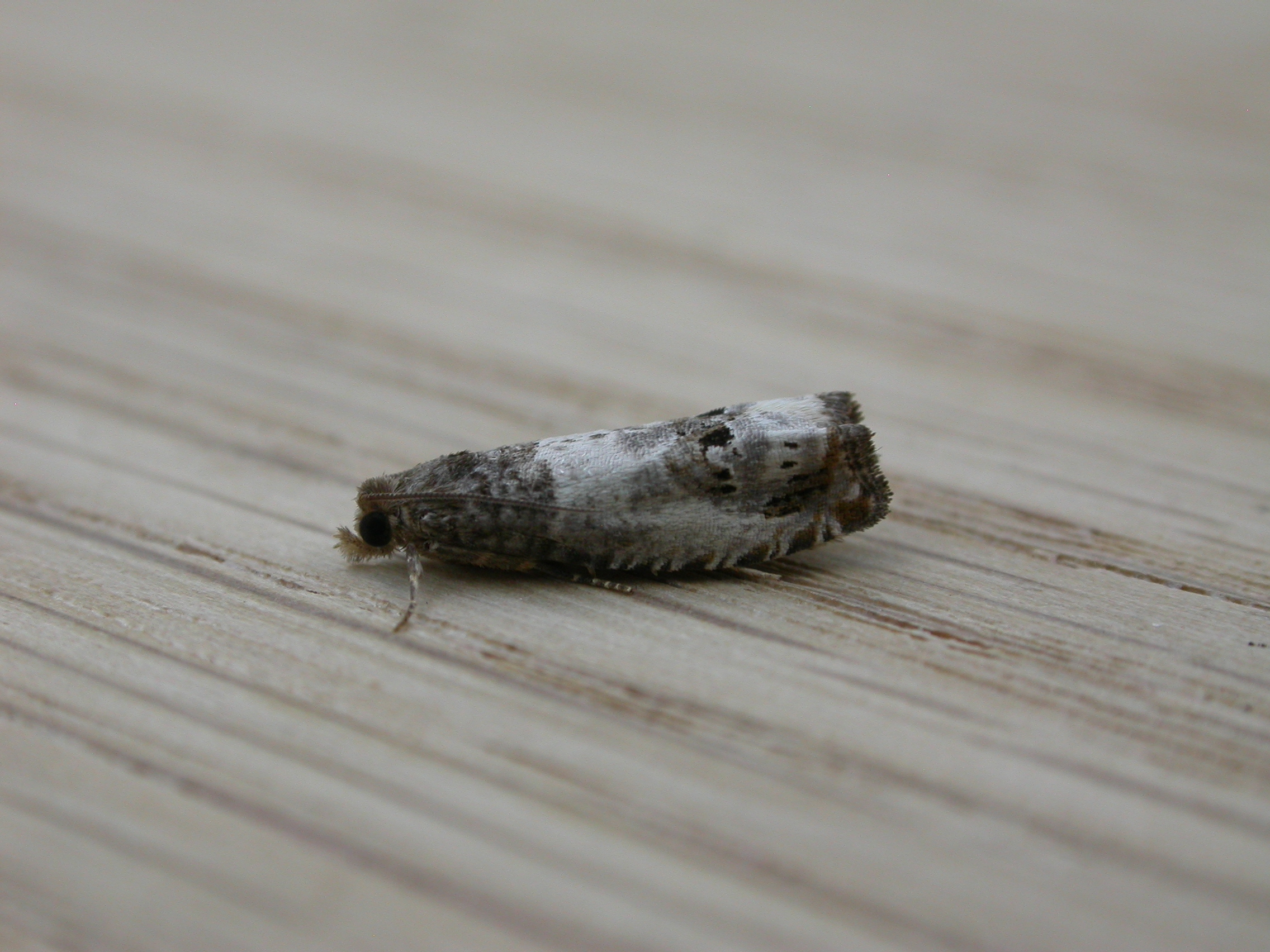
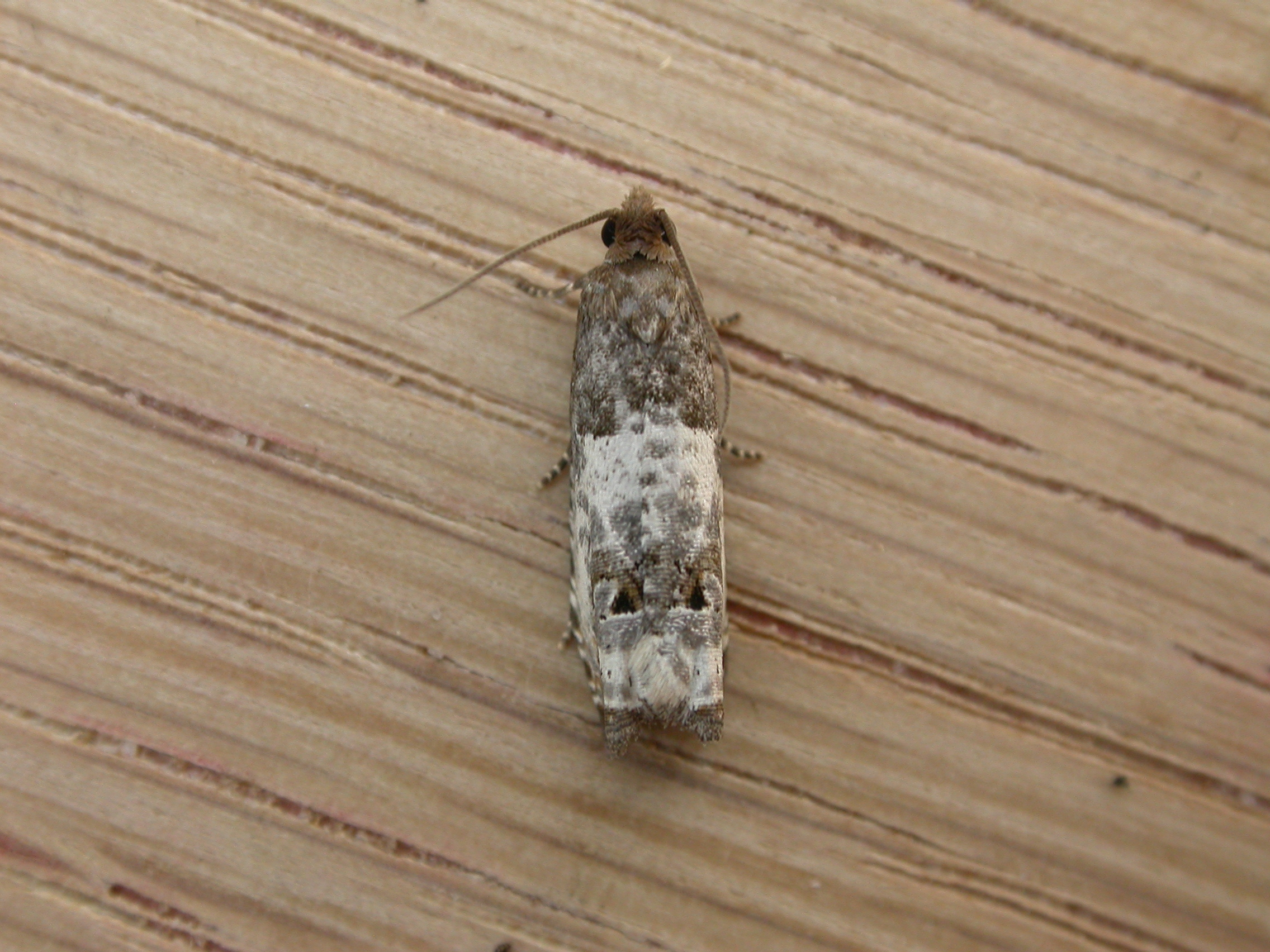